# Oliver Donnelly
Oliver Donnelly (Newtownabbey, 1944. január 18. – ?, 2004. március 29.) északír nemzetközi labdarúgó-játékvezető.

## Pályafutása

### Nemzeti kupamérkőzések
Vezetett Kupa-döntők száma: 1.

#### Ír Kupa
| Időpont | Helyszín                 | Mérkőzés típusa | Mérkőzés                | Eredmény |
| ------- | ------------------------ | --------------- | ----------------------- | -------- |
| 1982.   | Városi Stadion, Limerick | döntő           | Limerick FC–Bohemian FC | 1 : 0    |

### Nemzetközi játékvezetés
Az Északír labdarúgó-szövetség (FAI) Játékvezető Bizottsága (JB) 1979-ben terjesztette fel nemzetközi játékvezetőnek, a Nemzetközi Labdarúgó-szövetség (FIFA) bíróinak keretébe. Több nemzetek közötti válogatott és klubmérkőzést vezetett, vagy működő társának partbíróként segített.  
Az északír nemzetközi játékvezetők rangsorában, a világbajnokság-Európa-bajnokság sorrendjében többedmagával a 4. helyet foglalja el 5 találkozó szolgálatával. Az aktív nemzetközi játékvezetéstől 1990-ben búcsúzott. Válogatott mérkőzéseinek száma: 9.

#### Világbajnokság
A világbajnoki döntőhöz vezető úton Spanyolországba a XII., az 1982-es labdarúgó-világbajnokságra, Mexikóba a XIII., az 1986-os labdarúgó-világbajnokságra illetve Olaszországba a XIV., az 1990-es labdarúgó-világbajnokságra a FIFA JB bíróként alkalmazta.
| Időpont             | Helyszín                            | Mérkőzés típusa           | Mérkőzés                | Eredmény | Nézők száma |
| ------------------- | ----------------------------------- | ------------------------- | ----------------------- | -------- | ----------- |
| 1980. szeptember 3. | Laugardalsvöllur, Reykjavik         | előselejtező (3. csoport) | Izland–Szovjetunió      | 1 : 2    | 4 190       |
| 1984. november 17.  | Frontière Stadion, Esch-sur-Alzette | előselejtező (4. csoport) | Luxemburg–NDK           | 0 : 5    | 1 179       |
| 1989. május 9.      | Sparta Stadion, Prága               | előselejtező (7. csoport) | Csehszlovákia–Luxemburg | 4 : 0    | 16 350      |

#### Európa-bajnokság
Az európai-labdarúgó torna döntőjéhez vezető úton Franciaországba a VII., az 1984-es labdarúgó-Európa-bajnokságra és  Német Szövetségi Köztársaságba a VIII., az 1988-as labdarúgó-Európa-bajnokságra az UEFA JB játékvezetőként foglalkoztatta.
| Időpont            | Helyszín                         | Mérkőzés típusa           | Mérkőzés           | Eredmény | Nézők száma |
| ------------------ | -------------------------------- | ------------------------- | ------------------ | -------- | ----------- |
| 1983. december 22. | Renato Curi Stadion, Perugia     | előselejtező (5. csoport) | Olaszország–Ciprus | 3 : 0    | 20 773      |
| 1986. október 29.  | Idrætsparken Stadion, Koppenhága | előselejtező (6. csoport) | Dánia–Finnország   | 1 : 0    | 40 300      |

#### Brit Bajnokság
1882-ben az Egyesült Királyság brit tagállamainak négy szövetség úgy döntött, hogy létrehoznak egy évente megrendezésre kerülő bajnokságot egymás között. Az utolsó bajnoki idényt 1983-ban tartották meg.
| Időpont           | Helyszín                     | Mérkőzés típusa | Mérkőzés     | Eredmény |
| ----------------- | ---------------------------- | --------------- | ------------ | -------- |
| 1981. május 16.   | Vetch Field Stadion, Swansea | csoportmérkőzés | Wales–Skócia | 2 : 0    |
| 1982. április 27. | Ninian Park Stadion, Cardiff | csoportmérkőzés | Wales–Anglia | 0 : 1    |